# Arnoul de Chocques
Pour les articles homonymes, voir Arnoul.
Arnoul Malcouronne, connu aussi sous le nom d’Arnoul de Rœux (Arnoulf, Arnulfus), né au XIe siècle et mort en 1118, est un Patriarche latin de Jérusalem d'abord en 1099 puis de 1112 à 1118.

## Biographie
Originaire du village de Chocques, dans les Flandres, Arnoul était le fils illégitime d’un clerc, surnommé Mauclerc à la suite des calomnies imaginées et propagées par Guillaume de Tyr. Il commença sa carrière religieuse en Normandie, où il fut le précepteur de Cécile de Normandie († 1126), fille de Guillaume le Conquérant, et future abbesse de la Sainte-Trinité (abbaye aux Dames (Caen). Chapelain du duc de Normandie, Robert Courteheuse, il fut à Caen le chef d’une école, où il enseigne la grammaire et la dialectique, qui rivalisa avec celle de Lanfranc, et dont sortit Raoul de Caen, l’historien normand auteur de la Gesta Tancredi relatant la vie de Tancrède, ancêtre des rois normands de Sicile, dédié à Arnoul.
À l’appel d’Urbain II au concile de Clermont, il prit la croix et suivit le duc de Normandie, à la première croisade, en 1096. Il partit avec Eudes, (Odon de Bayeux), évêque de Bayeux. 
Arnoul de Choques émit alors, avec d'autres, des doutes sur l'authenticité de la Sainte Lance découverte par le moine provençal Pierre Barthélemy. cette prise de position sera le point de départ des calomnies qui seront émises contre lui.
Peu avant la prise de Jérusalem, il fut choisi avec Pierre l'Ermite pour prononcer le sermon juste avant l’assaut afin d'exalter leur enthousiasme lors de la grande procession du 8 juillet 1099. Ce choix montre qu'il jouissait parmi les croisés d'une popularité certaine.

## Patriarche de Jérusalem
Le 1er août 1099, après la prise de Jérusalem, et après l'élection de Godefroy de Bouillon comme avoué du Saint-Sépulcre, (Godefroy ayant refusé le titre de roi de Jérusalem), Arnoul fut choisi par les chefs croisés pour être patriarche de la ville le 1er août 1099, pour succéder au patriarche grec, les croisés refusant que ce siège soit tenu par un membre d'une Église séparée de Rome. Arnoul devint ainsi le premier patriarche latin de Jérusalem. Cette élection est attestée par une lettre du pape Pascal II aux consuls de Pise.
Avant le siège d'Ascalon le 12 août 1099, Arnoul de Chocques exhorta l'armée à la discipline et à l'union pour maintenir les droits de l'Église de Jérusalem contre ceux défendant la primauté de celle d'Antioche.
Les intrigues de ses ennemis, dont le parti normand, aboutit à ce que Pascal II casse son élection et nomme Daimbert de Pise comme patriarche de Jérusalem en décembre 1099. Arnoul se soumit à cette décision et fut nommé archidiacre de Jérusalem.
Le 18 juillet 1100, il accompagna Daimbert au chevet de Godefroy de Bouillon mourant. Godefroy leur aurait fait promettre de lui donner pour successeur son frère Baudouin, comte d'Édesse, (Baudouin Ier de Jérusalem). Baudouin succéda à son frère, malgré l'opposition de Daimbert qui voulait établir une théocratie sur Jérusalem avec le patriarche représentant du pape-roi, mais contrairement à Godefroy, Baudouin, couronné le 25 décembre 1100, prit le titre de roi de Jérusalem.
Il fut alors l'un des principaux conseillers du roi Baudouin Ier de Jérusalem.
À la suite de nouvelles intrigues, Daimbert est à son tour déposé en 1102 par les évêques qui élurent Evremar de Thérouanne en tant que patriarche. Pascal II voulait maintenir Daimbert mais celui-ci mourut au cours d'un voyage à Rome en 1105. Evremar, à son tour déposé en 1108, eut pour successeur Gibelin de Sabran.
Arnoul de Chocques fut alors de nouveau choisi comme patriarche à la mort de Gibelin en 1112. Les ennemis d'Arnoul n'avaient pas désarmé, Pascal II envoya l'évêque d'Orange Berengarius, ou Aimar Bérenger de Morges, comme légat en Palestine. Le légat suspendit Arnoul qui se rendit alors à Rome pour se justifier. Le 19 juillet 1116, Pascal II déchargea Arnoul de toutes les accusations lancées contre lui et le confirma en tant que légat.
À la mort de Baudouin Ier de Jérusalem, Arnoul fit partie de ceux qui préférèrent donner la couronne de roi à Baudouin de Bourcq, neveu de Baudouin Ier, qui était proche en tant que comte d'Édesse plutôt qu'à Eustache III de Boulogne, frère aîné de Baudouin Ier, car celui-ci alors en Occident aurait mis trop de temps pour arriver.
Arnoul de Chocques mourut peu de temps après en 1118.
Sa nièce Emma épousa Eustache Grenier, comte de Sidon et seigneur de Césarée, l’un des seigneurs les plus puissants du royaume. À la mort de Baudouin Ier, Arnoul fut l’un des principaux artisans de l’accession de Baudouin du Bourg sur le trône. Il mourut peu après, non sans avoir été déchu de sa qualité de patriarche de Jérusalem lors d'un concile présidé par Aimar Bérenger de Morges, évêque d'Orange et légat du pape Pascal II.

### Sources
- Édouard Frère, Manuel du bibliographie normand, t. 1, Rouen, A. Le Brument, 1858, p. 32.
- (en) Alan V. Murray, The crusader Kingdom of Jérusalem: A Dynastic History, 1099-1125, Oxford, Prosopographica et genealogica, coll. « Occasional Publications / 4 », 2000, 280 p. [détail de l’édition] (ISBN 1-900934-03-5)
- M.-A. Glomeau, « Arnoul de Rohez ou de Roeux », dans Dictionnaire de Biographie française, t. III, Paris, Letouzey et Ané, 1939.